# 児山祐斗
児山 祐斗（こやま ゆうと、1995年9月1日 - ）は、岡山県総社市出身の元プロ野球選手（投手）、野球指導者。現在は社会人野球チームのシティライト岡山で監督を務める。

## 経歴

### プロ入り前
総社東野球スポーツ少年団で野球を始め、総社市立総社東中学校時代は軟式野球部に所属していた。
関西高等学校への進学後は、1年秋からベンチ登録を果たすと、2年春にエースの座を獲得。2年秋には、県大会・中国大会優勝、神宮大会準優勝を果たす。3年春の選抜大会では、和田恋擁する高知を6回まで2安打6奪三振無失点に抑えたが、終盤捕まり7回2/3を5失点で初戦敗退となった。1学年後輩に小郷裕哉がいる。
2013年のプロ野球ドラフト会議で、東京ヤクルトスワローズから5巡目で指名。契約金2,500万円、年俸480万円（金額は推定）という条件で入団した。背番号は61。

### ヤクルト時代
2016年10月1日に球団から戦力外通告を受けた。12月2日、自由契約公示された。

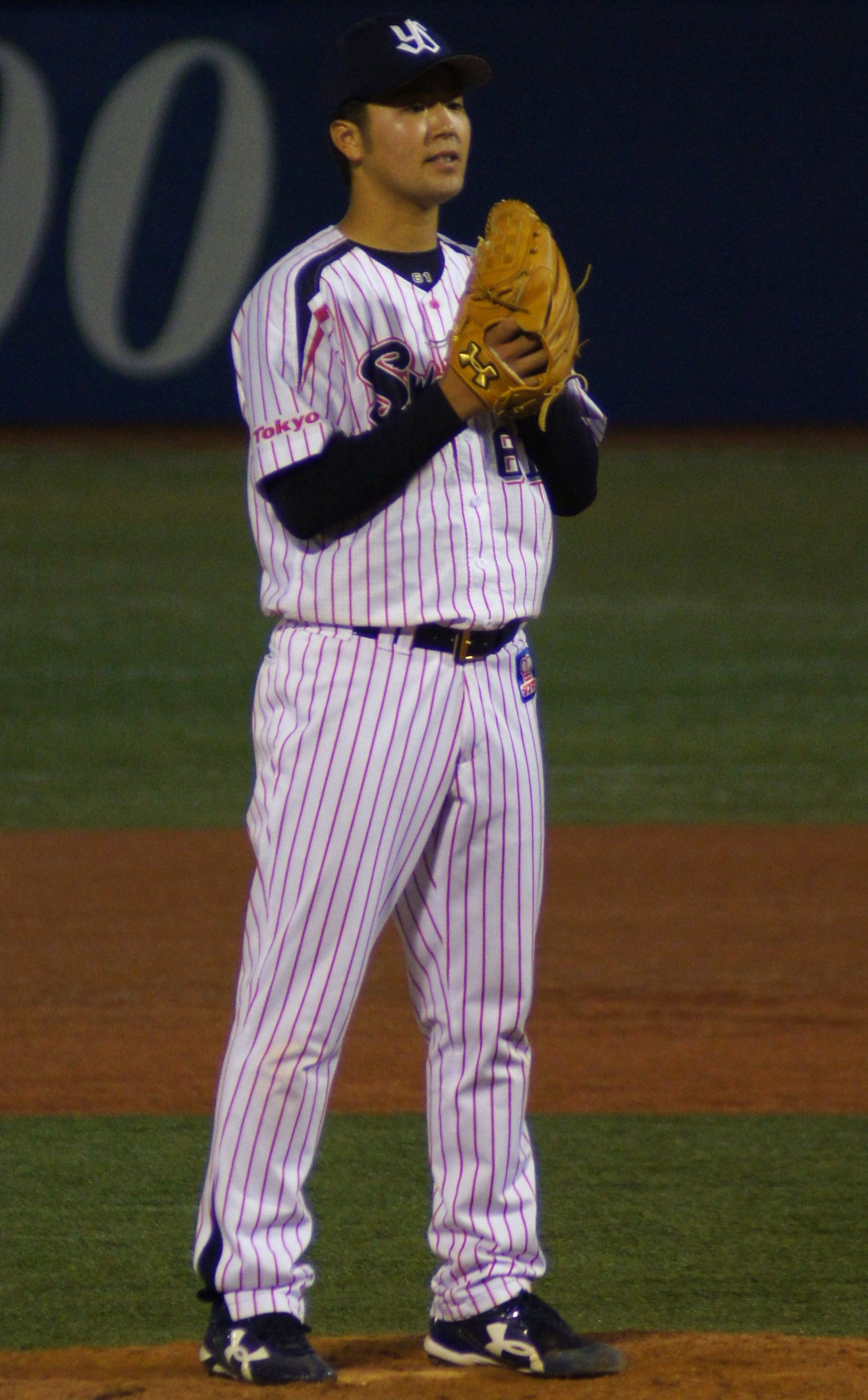
東京ヤクルトスワローズ時代
(2014年5月16日)

NPB他球団での現役続行を希望し、11月12日には、阪神甲子園球場で開催の12球団合同トライアウトに参加。シートバッティング形式の対戦で、打者3人を相手に、1奪三振1与四球という結果を残した。しかし、獲得球団は現れなかった。

### ヤクルト退団後
2017年から、地元の岡山県に本拠地を置く社会人野球のシティライト岡山でプレー。
2019年の第90回都市対抗野球大会予選では代表決定戦で完投し、チームを全国大会初出場に導いた。
2022年から投手コーチを兼任。
2024年の都市対抗野球予選終了後、桐山拓也監督の退任に伴い監督に就任すると共に選手としては一線を退いた。

## 選手としての特徴
テイクバックが小さく、球持ちがいいフォームから最速140km/hのストレートと、スライダー、カーブを操る。その一方で、実戦に使える変化球の種類が少ないため、縦に曲がるスライダーやフォークボールの習得を目指していた。

## 詳細情報

### 年度別投手成績
- 一軍公式戦出場なし

### 背番号
- 61 （2014年 - 2016年）